# J2 League 2018
La J2 League 2018, también conocida como Meiji Yasuda J2 League 2018 por motivos de patrocinio, fue la vigésima temporada de la J2 League. Contó con la participación de veintidós equipos. El torneo comenzó el 25 de febrero y terminó el 17 de noviembre de 2018.
Los nuevos participantes fueron, por un lado, los equipos descendidos de la J1 League: Ventforet Kofu, Albirex Niigata y Omiya Ardija, quienes habían ascendido en 2012, 2003 y 2015 respectivamente. Por otro lado, el que ascendió de la J3 League: Tochigi S.C., quien había descendido en 2015.
El campeón fue Matsumoto Yamaga, por lo que ascendió a Primera División. Por otra parte, salió subcampeón Oita Trinita, quien también ganó su derecho a disputar la J1 League.
En lo que se refiere a descensos, Roasso Kumamoto y Kamatamare Sanuki perdieron la categoría después de terminar en los dos últimos lugares en la tabla de posiciones y pasaron a disputar la J3 League tras estar once y cinco años en la segunda liga japonesa respectivamente.

## Ascensos y descensos
| Pos  | Descendidos de la J2 League 2017 |
| ---- | -------------------------------- |
| 22.º | Thespakusatsu Gunma              |

| Torneo | Ascendidos a la J2 League 2018 |
| ------ | ------------------------------ |
| J3     | Tochigi S.C.                   |

| Pos | Ascendidos a la J1 League 2018 |
| --- | ------------------------------ |
| 1.º | Shonan Bellmare                |
| 2.º | V-Varen Nagasaki               |
| 3.º | Nagoya Grampus                 |

| Pos  | Descendidos de la J1 League 2017 |
| ---- | -------------------------------- |
| 16.º | Ventforet Kofu                   |
| 17.º | Albirex Niigata                  |
| 18.º | Omiya Ardija                     |

### Datos generales
| Equipo            | Ciudad          | Estadio                          | Capacidad |
| ----------------- | --------------- | -------------------------------- | --------- |
| Albirex Niigata   | Niigata         | Estadio Denka Big Swan           | 45 728    |
| Avispa Fukuoka    | Fukuoka         | Estadio Level-5                  | 22 563    |
| Ehime             | Matsuyama       | Estadio Ningineer                | 11 609    |
| FC Gifu           | Gifu            | Estadio Gifu Nagaragawa          | 31 000    |
| Fagiano Okayama   | Okayama         | Estadio City Light               | 20 000    |
| JEF United Chiba  | Chiba           | Fukuda Denshi Arena              | 19 781    |
| Kamatamare Sanuki | Takamatsu       | Estadio Pikara                   | 30 000    |
| Kyoto Sanga       | Kioto           | Estadio Nishikyogoku             | 20 588    |
| Machida Zelvia    | Machida (Tokio) | Estadio de Atletismo de Machida  | 8900      |
| Matsumoto Yamaga  | Matsumoto       | Estadio de Matsumotodaira        | 20 396    |
| Montedio Yamagata | Yamagata        | Estadio ND Soft Yamagata         | 20 315    |
| Mito HollyHock    | Mito (Ibaraki)  | Estadio K's denki Mito           | 12 000    |
| Oita Trinita      | Oita            | Oita Bank Dome                   | 40 000    |
| Omiya Ardija      | Omiya           | Estadio Ōmiya                    | 15 500    |
| Renofa Yamaguchi  | Yamaguchi       | Estadio Parque Yamaguchi Ishin   | 20 000    |
| Roasso Kumamoto   | Kumamoto        | Estadio Umakana Yokana           | 32 000    |
| Tokyo Verdy       | Tokio           | Estadio Ajinomoto                | 50 000    |
| Tokushima Vortis  | Tokushima       | Estadio Pocarisweat              | 20 000    |
| Tochigi SC        | Utsunomiya      | Tochigi Green Stadium            | 18 000    |
| Yokohama FC       | Yokohama        | Estadio Mitsuzawa                | 15 046    |
| Ventforet Kofu    | Kofu            | Yamanashi Bank                   | 17 000    |
| Zweigen Kanazawa  | Kanazawa        | Estadio de Atletismo de Ishikawa | 20 000    |

## Reglamento de juego
El torneo se disputó en un formato de todos contra todos a ida y vuelta, de manera tal que cada equipo debió jugar un partido de local y uno de visitante contra sus otros veintiún contrincantes. Una victoria se puntuaba con tres unidades, mientras que el empate valdía un punto y la derrota, ninguno.
Para desempatar se utilizaron los siguientes criterios:
1. Puntos
2. Diferencia de goles
3. Goles anotados
4. Resultados entre los equipos en cuestión
5. Desempate o sorteo

Los dos equipos con más puntos al final del campeonato ascenderán a la J1 League 2019.
El tercer ascenso fue determinado por un torneo reducido entre los equipos ubicados de la 3.ª a la 6.ª posición junto con el que termine 16.º en la J1 League 2018. En la primera ronda jugarían el tercero contra el sexto por un lado y el cuarto contra el quinto por el otro; el mejor clasificado en la temporada sería local. En la segunda ronda, se cruzarían los ganadores de estos encuentros. En caso de empate en los 90 minutos, el club con mejor colocación en la J2 League avanzaría de ronda. Ya en la final del reducido, comenzaría su participación el equipo de Primera División, en cuyo estadio se definiría el ascenso o permanencia en la J1 League, frente al vencedor de la segunda ronda. En caso de empate en los 90 minutos, el club de la J1 League conservaría la categoría.
Los dos últimos de la tabla de posiciones descenderían automáticamente a la J3 League 2019, siempre y cuando los dos primeros de este torneo tuvieran licencia para disputar la J2 League.

## Tabla de posiciones
| Pos. | Equipo               | Pts. | PJ | G  | E  | P  | GF | GC | Dif. | Ascenso o descenso          |
| ---- | -------------------- | ---- | -- | -- | -- | -- | -- | -- | ---- | --------------------------- |
| 1    | Matsumoto Yamaga (C) | 77   | 42 | 21 | 14 | 7  | 54 | 34 | +20  | Ascendido a J1 League 2019  |
| 2    | Oita Trinita         | 76   | 42 | 23 | 7  | 12 | 76 | 51 | +25  | Ascendido a J1 League 2019  |
| 3    | Yokohama F.C.        | 76   | 42 | 21 | 13 | 8  | 63 | 44 | +19  | Promoción J1/J2             |
| 4    | Machida Zelvia       | 76   | 42 | 21 | 13 | 8  | 62 | 44 | +18  |                             |
| 5    | Omiya Ardija         | 71   | 42 | 21 | 8  | 13 | 65 | 48 | +17  | Promoción J1/J2             |
| 6    | Tokyo Verdy          | 71   | 42 | 19 | 14 | 9  | 56 | 41 | +15  | Promoción J1/J2             |
| 7    | Avispa Fukuoka       | 70   | 42 | 19 | 13 | 10 | 58 | 42 | +16  |                             |
| 8    | Renofa Yamaguchi     | 61   | 42 | 16 | 13 | 13 | 63 | 64 | −1   |                             |
| 9    | Ventforet Kofu       | 59   | 42 | 16 | 11 | 15 | 56 | 46 | +10  |                             |
| 10   | Mito HollyHock       | 57   | 42 | 16 | 9  | 17 | 48 | 46 | +2   |                             |
| 11   | Tokushima Vortis     | 56   | 42 | 16 | 8  | 18 | 48 | 42 | +6   |                             |
| 12   | Montedio Yamagata    | 56   | 42 | 14 | 14 | 14 | 49 | 51 | −2   |                             |
| 13   | Zweigen Kanazawa     | 55   | 42 | 14 | 13 | 15 | 52 | 48 | +4   |                             |
| 14   | JEF United Chiba     | 55   | 42 | 16 | 7  | 19 | 72 | 72 | 0    |                             |
| 15   | Fagiano Okayama      | 53   | 42 | 14 | 11 | 17 | 39 | 43 | −4   |                             |
| 16   | Albirex Niigata      | 53   | 42 | 15 | 8  | 19 | 48 | 56 | −8   |                             |
| 17   | Tochigi S.C.         | 50   | 42 | 13 | 11 | 18 | 38 | 48 | −10  |                             |
| 18   | Ehime F.C.           | 48   | 42 | 12 | 12 | 18 | 34 | 52 | −18  |                             |
| 19   | Kyoto Sanga          | 43   | 42 | 12 | 7  | 23 | 40 | 58 | −18  |                             |
| 20   | F.C. Gifu            | 42   | 42 | 11 | 9  | 22 | 44 | 62 | −18  |                             |
| 21   | Roasso Kumamoto      | 34   | 42 | 9  | 7  | 26 | 50 | 79 | −29  | Descendido a J3 League 2019 |
| 22   | Kamatamare Sanuki    | 31   | 42 | 7  | 10 | 25 | 28 | 72 | −44  | Descendido a J3 League 2019 |

 Fuente: J. League Data Site: 2018 MEIJI YASUDA J2 LEAGUE League table
Criterios de clasificación: 1) puntos; 2) diferencia de goles; 3) número de goles marcados; 4) resultados entre los equipos en cuestión.

## Promoción J1/J2
Como Machida Zelvia, el cuarto en la tabla de posiciones, no recibió una licencia para la J1 League, se le negó la participación en el reducido. Esto tuvo como consecuencia un cambio en los enfrentamientos: el tercero Yokohama F.C. fue clasificado directamente a la segunda ronda, mientras que el quinto Omiya Ardija y el sexto Tokyo Verdy determinaron a su rival en dicha instancia en un cruce entre sí.

### Cuadro de desarrollo
|  | Primera ronda   | Primera ronda   | Primera ronda   |             |   | Segunda ronda  | Segunda ronda  | Segunda ronda  |   |  | Final          | Final          | Final          |  |
|  | 25 de noviembre | 25 de noviembre | 25 de noviembre |             |   | 2 de diciembre | 2 de diciembre | 2 de diciembre |   |  | 8 de diciembre | 8 de diciembre | 8 de diciembre |  |
|  |                 |                 |                 |             |   |                |                |                |   |  |                |                |                |  |
|  |                 |                 |                 |             |   |                |                |                |   |  |                |                |                |  |
|  |                 |                 |                 |             |   |                |                |                |   |  |                |                |                |  |
|  |                 |                 |                 |             |   |                |                |                |   |  |                |                |                |  |
|  |                 |                 |                 |             |   |                |                |                |   |  |                |                |                |  |
|  |                 |                 |                 |             |   |                |                |                |   |  |                |                |                |  |
|  |                 |                 |                 |             |   |                |                |                |   |  |                |                |                |  |
|  |                 |                 |                 |             |   |                |                |                |   |  |                |                |                |  |
|  |                 |                 |                 |             |   |                |                |                |   |  |                |                |                |  |
|  |                 |                 |                 |             |   |                |                |                |   |  |                |                |                |  |
|  |                 |                 |                 |             |   |                |                |                |   |  |                |                |                |  |
|  |                 |                 |                 |             |   |                | J1 16          | Júbilo Iwata   | 2 |  |                |                |                |  |
|  |                 |                 |                 |             |   |                |                |                | 2 |  |                |                |                |  |
|  |                 |                 | J2 6            | Tokyo Verdy | 0 |                |                |                |   |  |                |                |                |  |
|  |                 |                 | J2 6            | Tokyo Verdy | 0 |                |                |                |   |  |                |                |                |  |
|  |                 |                 |                 |             |   |                |                |                |   |  |                |                |                |  |
|  |                 |                 |                 |             |   |                |                |                |   |  |                |                |                |  |
|  |                 | J2 3            | Yokohama F.C.   | 0           |   |                |                |                |   |  |                |                |                |  |
|  |                 |                 |                 | 0           |   |                |                |                |   |  |                |                |                |  |
|  |                 |                 | J2 6            | Tokyo Verdy | 1 |                |                |                |   |  |                |                |                |  |
|  | J2 5            | Omiya Ardija    | J2 6            | Tokyo Verdy | 1 | 0              |                |                |   |  |                |                |                |  |
|  | J2 5            | Omiya Ardija    |                 |             |   |                |                |                |   |  |                |                |                |  |
|  | J2 6            | Tokyo Verdy     | 1               |             |   |                |                |                |   |  |                |                |                |  |
|  | J2 6            | Tokyo Verdy     | 1               |             |   |                |                |                |   |  |                |                |                |  |
|  |                 |                 |                 |             |   |                |                |                |   |  |                |                |                |  |

### Primera ronda
| 25 de noviembre de 2018, 13:03 (UTC+9) | Omiya Ardija | 0:1 (0:0) | Tokyo Verdy | Estadio NACK5, Saitama                                         |                                                                |
|                                        |              | Reporte   | Taira 71'   | Asistencia: 11.858 espectadores Árbitro(s): Hiroyoshi Takayama | Asistencia: 11.858 espectadores Árbitro(s): Hiroyoshi Takayama |

### Segunda ronda
| 2 de diciembre de 2018, 13:03 (UTC+9) | Yokohama F.C. | 0:1 (0:0) | Tokyo Verdy          | Estadio Mitsuzawa, Yokohama                               |                                                           |
|                                       |               | Reporte   | Douglas Vieira 90+6' | Asistencia: 12.625 espectadores Árbitro(s): Hajime Matsuo | Asistencia: 12.625 espectadores Árbitro(s): Hajime Matsuo |

### Final
| 8 de diciembre de 2018, 14:04 (UTC+9) | Júbilo Iwata                   | 2:0 (1:0) | Tokyo Verdy | Estadio Yamaha, Iwata                                      |                                                            |
|                                       | Ogawa 41' (pen.) · Taguchi 80' | Reporte   |             | Asistencia: 14.588 espectadores Árbitro(s): Masaaki Iemoto | Asistencia: 14.588 espectadores Árbitro(s): Masaaki Iemoto |

Júbilo Iwata se mantuvo en la Primera División para la temporada 2019, al mismo tiempo que Tokyo Verdy permaneció en la J2 League.

## Campeón
|                                      |
|                                      |
| Campeón Matsumoto Yamaga 1.er título |